# Chris Hodgetts
Chris Hodgetts, né le 6 décembre 1950 à Tanworth-in-Arden (Warwickshire), est un pilote automobile anglais essentiellement sur circuits.

## Biographie
Sa carrière en course s'étale régulièrement de 1980 (déjà en BTCC) à 1998, puis il devient pilote instructeur.
Il remporte le Championnat britannique des voitures de tourisme (BTCC) en 1986 (8 victoires sur 9 courses en classe C) et 1987 (10 victoires en 13 courses en classe D) sur Toyota Corolla GT, et il termine également deuxième en 1981 et 1985 (sous l'appellation British Saloon Car Championship), et troisième en 1983. Il obtient un total de 39 victoires de classe en BTCC entre 1980 et 1987. Sa dernière course britannique de tourisme a lieu en 1990.
En 1989 il gagne le premier BRDC Sportscar Championship (en), associé à Tim Harvey sur Tiga.
En 1990 il gagne le TVR Tuscan Challenge (en), après en avoir été deuxième la précédente saison.
Il participe à quatre reprises aux 24 Heures du Mans entre 1988 et 1995, épreuve dont il termine 7e en 1989 sur Mazda 767B à moteur rotatif, associé au Belge Pierre Dieudonné et à l'Irlandais David Kennedy
En 1993, après avoir été 20e des 12 Heures de Sebring avec une BMW M5, il termine troisième des 500 kilomètres de Watkins Glen en IMSA GT, et en 1994 et 1995 il participe au British GT Championship (en) dont il remporte la catégorie GT2 en 1995 sur Marcos LM600 (pour un total de 3 victoires dans cette formule: Brands Hatch et Thruxton en 1994, puis Donington 2 en 1995).
Son fils Stefan a couru en BTCC en 2004.